# 服務貿易協定

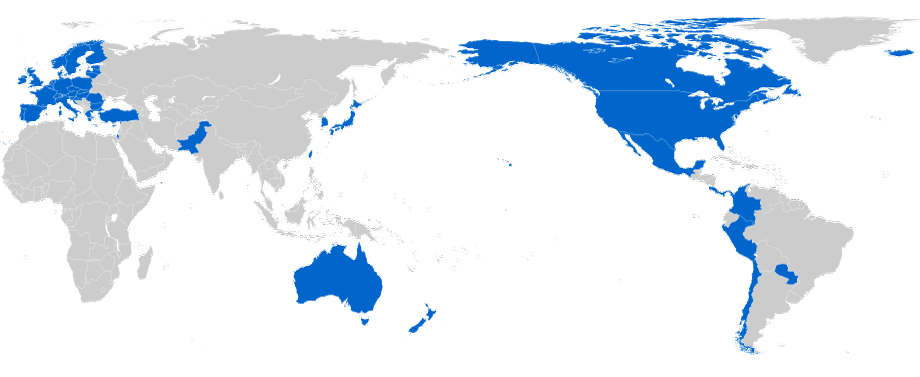
《服务贸易协定》（TiSA）缔约方

國際服務貿易協定（英語：Trade in Service Agreement, TISA）簡稱服務貿易協定，是由少數世貿組織會員國組成的次級團體WTO「服務業真正之友集團」（英語：Real Good Friends of Services，簡稱RGF）展開的，致力於推動服務貿易自由化的貿易協定。

## 緣起
始自2001年的世貿組織杜哈回合談判瀕臨失敗，主要爭議點為製造業及農業產品，而談判中的第三個基石——服務業，亦存在岐異使談判僵持。由於杜哈回合遲遲無法就服務業市場開放達成具體共識，部分世貿成員於2011年底發起成立RGF次級團體，以展開國際服務貿易協定談判。正式的談判在2013年展開，截止2014年5月已進行了6輪談判。

## 成員
國際服務貿易協定的討論由20個以上的WTO成員國（包括歐盟）進行，其中包括下面地區。其服務貿易總量佔全球七成。
- 澳大利亞
- 加拿大
- 智利
- 中華人民共和国
- 哥倫比亞
- 哥斯大黎加
- 歐盟
- 香港特別行政區
- 冰島
- 以色列
- 日本
- 列支敦斯登
- 大韓民國
- 墨西哥
- 紐西蘭
- 挪威
- 巴基斯坦
- 巴拿馬
- 巴拉圭
- 秘魯
- 瑞士
- 美利堅合眾國
- 土耳其
- 台澎金馬個別關稅領域

## 外部連結
- 什麼是TISA？（What is the TISA?） （页面存档备份，存于）
- 歐盟關於TISA的公聽會 （页面存档备份，存于）
- 「國際服務貿易協定新趨勢」座談會報導2013-06-07 （页面存档备份，存于）